# Lluís VII de Wittelsbach
Lluís VII de Wittelsbach o Baviera (vers 1368 - 1 de maig de 1447 a Burghausen) (en alemany:. Ludwig VII der Bärtige, Herzog von Bayern) va ser duc de Baviera-Ingolstadt des 1413-1443. Era fill d'Esteve III i Taddea Visconti.

## Biografia
Com germà d'Elisabet de Baviera-Ingolstadt, esposa de Carles VI de França, va passar diversos anys a França. Quan va succeir al seu pare el 1413, va ordenar construir el nou castell d'Ingolstadt, que va ser fortament influenciat per l'estil gòtic francès.
El 1408 Lluís, Guillem II, duc de Baviera-Straubing i Joan sense Por, duc de Borgonya, van derrotar els ciutadans de Lieja que s'havien rebel·lat contra el germà de Guillem, Joan de Baviera, bisbe de Lieja, en una batalla lliurada al camp d'Othée. Molt temperamental Lluís va estar després en conflicte amb el seu ex aliat Joan sense Por, sinó que també va lluitar diverses vegades contra el seu cosí Enric XVI de Baviera-Landshut (Enric IV de Wittelsbach), que s'havia unit als seus enemics en la "Societat Parakeet" (del Pericos) el 1414 i en la Lliga de Constança el 1415.
La mort de Joan III de Baviera, antic bisbe de Lieja i ara duc de Baviera-Straubin i comte d'Holanda (amb Zelanda) i Hainaut, el 1425, va provocar un nou conflicte entre Lluís i els seus cosins Enric de Baviera-Landshut i Ernest i Guillem III de Baviera-Munich. Com a resultat el ducat de Baviera-Straubing va acabar repartit entre tots els ducs però amb la part del lleó a Baviera-Munic (1429).
Finalment, Lluís va ser empresonat el 1443 pel seu propi fill, Lluís VIII, que s'havia aliat amb Enric XVI (IV). Lluís va morir en 1447 com a presoner d'Enric. Com que Lluís VIII ja havia mort dos anys abans, el ducat de Baviera-Ingolstadt va passar a Enric.

## Matrimoni i fills
Lluís es va casar dues vegades. La seva primera esposa va ser Anna de Borbó-La Marche, filla de Joan I, comte de la Marche, amb qui es va casar l'1 d'octubre de 1402. Ella era la vídua de Joan de Berry, el comte de Montpensier i va morir el 1408 deixant dos fills: Lluís VIII de Baviera-Ingolstadt (1 de setembre de 1403-7 d'abril de 1445) i Joan (nascut el 1404), que va morir a la infància.
El 1413, es va casar en segones noces amb Catalina d'Alençon, la filla de Pere II d'Alençon i Marie Chamaillart, vescomtessa de Beaumont-au-Maine. Amb la seva segona esposa va tenir un fill, Joan (nascut el 6 de febrer de 1415) i una filla sense nom. Tots dos nens van morir joves. Per diversos amants, Lluís fou pare de diversos fills il·legítims.